# 50-я отдельная бригада оперативного назначения
50-я отдельная бригада оперативного назначения (сокр. 50 оброн, в/ч 3660) — тактическое соединение Войск национальной гвардии Российской Федерации.
Дислоцируется в посёлке Казачьи Лагери Ростовской области.

## История
Соединение ведёт историю от 100-й дивизии оперативного назначения МВД СССР, которая была создана 1 октября 1989 года. 100-я дивизия в свою очередь сформирована на базе 14-й танковой дивизии (формирования 1974 года), дислоцировавшейся в г. Новочеркасск, г. Каменск-Шахтинский, п. Казачьи Лагери, п. Персиановский и находившейся в окружном подчинении СКВО.
Первое боевое задание бойцы дивизии получили в Нагорно-Карабахской автономной области (НКАО) Азербайджанской ССР (АзССР) в ходе разгоревшегося там армяно-азербайджанского конфликта. В дальнейшем военнослужащие 100-й дивизии оперативного назначения участвовали в первой и второй чеченских войнах.
С мая по ноябрь 1992 г. военнослужащие 100-й дивизии оперативного назначения участвовали в операциях по поддержанию чрезвычайного положения в Дагестане, Кабардино-Балкарии, Карачаево-Черкесии. С ноября 1992 по декабрь 1994 гг. 100-я дивизия оперативного назначения находилась в зоне осетино-ингушского конфликта.
В 2006 году дивизия была реорганизована в 50-ю отдельную бригаду оперативного назначения.
В ноябре 2022 года сводный отряд бригады был переброшен на российско-украинский фронт в Луганскую область.
За время существования соединения, двенадцати военнослужащим бригады присвоено звание Герой Российской Федерации — десяти из них посмертно.

## Состав
- 143-й полк оперативного назначения в/ч 6910 (п. Казачьи Лагери)
- 186-й отдельный инженерно-сапёрный батальон, в/ч 3666 (п. Казачьи Лагери)
- 7-й отряд специального назначения «Росич», в/ч 3719 (г. Новочеркасск).[5]

## Отличившиеся воины
- Зозуля, Андрей Станиславович[6]
- Кадырбулатов, Рафик Валитович[7]
- Петрушко, Сергей Игоревич[8]
- Терёшкин, Олег Викторович[9]
- Цымановский, Виталий Витальевич[10]